# Блуждающий огонёк
«Блуждающий огонёк» (фр. Le Feu Follet) — художественный фильм 1963 года совместного производства Италии и Франции, драма, снятая режиссёром Луи Малем. Экранизация произведения, автор которого — Дриё Ла Рошель. Главные роли исполнили Морис Роне и Жанна Моро. Специальная премия на Венецианском кинофестивале (1963), приз Французской киноакадемии «Хрустальная звезда» в номинации «Лучший актёр года» (1964). Иногда название фильма переводится как «Затухающий огонёк».

## Сюжет
Главный герой фильма, Ален, находился в клинике, а сейчас хочет покончить жизнь самоубийством. В фильме детально показана его подготовка к этому действию. Он завершает все свои дела, убирает все свои вещи — он не хочет доставлять хлопот окружающим его людям. Ален встречается с различными людьми, он пытается за что-то зацепиться, найти то, ради чего ему стоит жить. Но Алена окружают пустышки, они не живут, они уже «умерли». Нет ничего на свете, что бы заставило Алена остаться жить в этом мире.

## В ролях
- Морис Роне — Ален Леруа
- Жанна Моро — Ева
- Бернар Ноэль — Дюбур
- Лена Скерла — Лидия
- Александра Стюарт — Соланж
- Бернар Тифан — Милу
- Жан-Поль Мулино — доктор ля Барбине
- Юбер Дешамп — д’Аверсо
- Урсула Кюблер — Фанни

## Награды и номинации
- На Венецианском кинофестивале 1963 года фильм был одним из номинантов на Золотого льва, но награда досталась фильму Франческо Рози «Руки над городом».
- На этом же кинофестивале фильм был удостоен Премии итальянских критиков, а также поделил Специальную премию с фильмом Игоря Таланкина «Вступление».
- В 1964 году был присуждён приз Французской киноакадемии «Хрустальная звезда» в номинации «Лучший актёр года» артисту Морису Роне за роль Алена Леруа